# Platycleis afghana
Platycleis afghana är en insektsart som först beskrevs av Willy Adolf Theodor Ramme 1939.  Platycleis afghana ingår i släktet Platycleis och familjen vårtbitare. Inga underarter finns listade i Catalogue of Life.